# Anita Oldenhof
Anita Oldenhof is een Nederlands langebaanschaatsster.
In januari 1988 nam zij deel aan de Nederlandse kampioenschappen schaatsen afstanden 1988 - 1000 meter vrouwen. Diezelfde maand werd ze vijfde op de Wereldkampioenschappen schaatsen junioren 1988.
In 1988 schaatste zij tevens haar laatste officiële wedstrijd.

## Records

### Persoonlijke records[3]
| Afstand    | Tijd    | Datum         | Baan       |
| ---------- | ------- | ------------- | ---------- |
| 500 meter  | 42,80   | 14 maart 1988 | Heerenveen |
| 1000 meter | 1.26,20 | 16 maart 1988 | Heerenveen |
| 1500 meter | 2.13,00 | 16 maart 1988 | Heerenveen |
| 3000 meter | 4,46.60 | 14 maart 1988 | Heerenveen |
| 5000 meter | 8.43,53 | 21 maart 1987 | Heerenveen |